# Lake City (Caroline du Sud)
Pour les articles homonymes, voir Lake City.
Lake City est une ville du comté de Florence en Caroline du Sud, aux États-Unis.

## Démographie
| 1900 | 1910  | 1920  | 1930  | 1940  | 1950  |
| ---- | ----- | ----- | ----- | ----- | ----- |
| 374  | 1 074 | 1 606 | 1 942 | 2 522 | 5 112 |

| 1960  | 1970  | 1980  | 1990  | 2000  | 2010  |
| ----- | ----- | ----- | ----- | ----- | ----- |
| 6 059 | 6 247 | 6 731 | 7 153 | 6 478 | 6 675 |